# 25 септември
25 септември е 268-ият ден в годината според григорианския календар (269-и през високосна). Остават 97 дни до края на годината.

## Събития
- 1396 г. – Султан Баязид I разгромява кръстоносната армия на унгарския крал и император на Свещената римска империя Сигизмунд Люксембургски в Битката при Никопол, и продължава настъплението си в Европа.
- 1513 г. – Испанският конкистадор Васко Нунес де Балбоа става първият европеец, достигнал Тихия океан.
- 1768 г. – Руско-турска война (1768-1774): Султан Мустафа III обявява война на Русия.
- 1794 г. – Oснован e град Одеса.
- 1869 г. – В Браила (Румъния) е създадено Българското книжовно дружество (БКД), трансформирано по-късно в Българска академия на науките (БАН).

- 1915 г. – Първата световна война: започва Втората битка при Шампан.

- 1918 г. – Подписан е Берлински протокол между представители на Царство България, Германия, Австро-Унгария и Османската империя, с който Северна Добруджа се предава на Царство България.
- 1923 г. – Започва Бойчиновският бой при гара Бойчиновци, което е едно от най-големите сражения по време на Септемврийското въстание в България.
- 1940 г. – Добрич е освободен от румънска окупация и е върнат в пределите на България.

- 1956 г. – Открита е първата подводна трансатлантическа телефонна кабелна система.

- 1974 г. – Група учени излизат със съобщението, че продължаващото използване на аерозоли може да доведе до образуване на дупка в озоновия слой на атмосферата на Земята, покачване на температурата на планетата и рязък скок в раковите заболявания.

- 1978 г. – Самолетът при полет 182 на „Пасифик Саутуест Еърлайнс“ се сблъсква във въздуха с „Чесна 172“ и се разбива в Сан Диего. Умират всички 137 души от двата самолета, както и още 7 на земята.

- 1990 г. – България става член на Международния валутен фонд и на Световната банка.
- 1998 г. – Бордът на директорите на Международния валутен фонд одобрява шестото 3-годишно споразумение с България, според което на страната се предвижда да бъдат отпуснати 840 000 000 долара.

## Родени
- 1599 г. – Франческо Боромини, италиански архитект († 1667 г.)
- 1683 г. – Жан-Филип Рамо, френски композитор († 1764 г.)
- 1788 г. – Бьортън Гунльойсон, исландски математик († 1876 г.)
- 1843 г. – Иван Попхристов, български революционер († 1868 г.)
- 1858 г. – Албрехт Пенк, немски географ († 1945 г.)
- 1862 г. – Иван Стоянович, български революционер († 1947 г.)
- 1866 г. – Томас Морган, американски биолог, Нобелов лауреат († 1962 г.)
- 1897 г. – Уилям Фокнър, американски писател, Нобелов лауреат († 1945 г.)
- 1898 г. – Борис Василев, български футболист († 1983 г.)
- 1906 г. – Дмитрий Шостакович, руски композитор († 1975 г.)
- 1917 г. – Юри Арнаудов, български сценарист († 1976 г.)
- 1925 г. – Силвана Пампанини, италианска актриса († 2016 г.)
- 1927 г. – Колин Дейвис, британски диригент († 2013 г.)
- 1929 г. – Владимир Арденски, български журналист
- 1931 г. – Стоян Дуков, български художник († 2018 г.)
- 1932 г. – Глен Гулд, канадски пианист († 1982 г.)
- 1935 г. – Май Шьовал, шведска писателка и преводачка († 2020 г.)
- 1941 г. – Михаил Гьонин, български футболист
- 1944 г. – Виталий Цешковски, руски шахматист († 2011 г.)
- 1944 г. – Майкъл Дъглас, американски актьор
- 1945 г. – Калина Згурова, народна певица
- 1951 г. – Марк Хамил, американски актьор
- 1952 г. – Кристофър Рийв, американски актьор († 2004 г.)
- 1953 г. – Йордан Ганчовски, български писател
- 1954 г. – Хуанде Рамос, испански футболист
- 1955 г. – Дзукеро, италиански певец
- 1955 г. – Карл-Хайнц Румениге, немски футболист
- 1955 г. – Луан Райс, американска писателка
- 1955 г. – Ирена Анастасова, български политик
- 1956 г. – Джейми Хайнеман, телевизионен водещ
- 1958 г. – Майкъл Медсън, американски актьор
- 1960 г. – Игор Беланов, украински футболист
- 1964 г. – Карлос Руис Сафон, испански писател († 2020 г.)
- 1965 г. – Скоти Пипън, американски баскетболист
- 1968 г. – Уил Смит, американски актьор
- 1969 г. – Катрин Зита-Джоунс, британска актриса
- 1974 г. – Мат Харди, американски кечист
- 1976 г. – Армандо Пети, португалски футболист
- 1980 г. – Никола Жигич, сръбски футболист
- 1982 г. – Райън Лайстман, американски поп изпълнител
- 1988 г. – Димитър Илиев, български футболист
- 1991 г. – Еми Кларк, американска актриса

## Починали
- 1066 г. – Харалд III, крал на Норвегия (* 1015 г.)
- 1534 г. – Климент VII, римски папа (* 1478 г.)
- 1621 г. – Мери Сидни, английска поетеса (* 1561 г.)
- 1849 г. – Йохан Щраус, австрийски композитор (* 1804 г.)
- 1903 г. – Григор Манасиев, български революционер (* ? г.)
- 1903 г. – Иван Топчев, български военен и революционер (* 1869 г.)
- 1903 г. – Никола Дечев, български революционер (* 1880 г.)
- 1924 г. – Никола Хаджиташев, български революционер (* 1882 г.)
- 1942 г. – Ставре Наумов, български журналист (* 1870 г.)
- 1949 г. – Ганчо Ценов, български историк (* 1870 г.)
- 1958 г. – Джон Б. Уотсън, американски психолог (* 1878 г.)
- 1959 г. – Божидар Здравков, български политик (* 1884 г.)
- 1961 г. – Кирил Христов Совичанов, български революционер и учител (* 1878 г.)
- 1963 г. – Курт Цайцлер, германски офицер (* 1895 г.)
- 1970 г. – Ерих Мария Ремарк, германски писател (* 1898 г.)
- 1980 г. – Джон Бонъм, британски барабанист (* 1948 г.)
- 1984 г. – Ерих Аренд, немски поет и преводач (* 1903 г.)
- 1999 г. – Марион Зимър Брадли, американска писателка (* 1930 г.)
- 2004 г. – Петко Москов, български скулптор (* 1953 г.)
- 2006 г. – Петре Андреевски, писател от Република Македония (* 1934 г.)
- 2008 г. – Нино Киров, български шахматист, гросмайстор (* 1945 г.)
- 2011 г. – Вангари Маатаи, кенийска еколожка, носителка на Нобелова награда за мир през 2004 г. (* 1940 г.)

## Празници
- България – Официален празник на град Добрич – по силата на Крайовската спогодба на 25.09.1940 г. градът е освободен от румънска окупация.
- България – Официален празник на община Мадан и ден на миньора

- България – Ден на свързочните войски и органите за информационно осигуряване на Българската армия, обявен е със заповед на министъра на отбраната през 1998 г.
- Мозамбик – Ден на въоръжените сили